# Марийские Ключики
Марийские Ключики (мар. Марий Памаш, Одо сола) — село в Красноуфимском округе Свердловской области. Входит в состав Марийключиковского сельского совета.

## География
Населённый пункт расположен на левом берегу реки Уфа в 18 километрах на юг от административного центра округа — города Красноуфимск.

### Часовой пояс
Марийские Ключики как и вся Свердловская область, находится в часовой зоне МСК+2. Смещение применяемого времени относительно UTC составляет +5:00.

## Население
| 2002 | 2010 | 2021 |
| ---- | ---- | ---- |
| 536  | ↘452 | ↘361 |

## Улицы
Село разделено на восемь улиц (1 Мая, 8 Марта, Ключевая, Молодёжная, Нагорная, Первомайская, Советская, Совхозная).